# 日仏自動車
日仏自動車（にちふつじどうしゃ）は1950年代後半から1969年まで存在した輸入車ディーラー。その名の通りフランス製自動車のシトロエン、パナールを取り扱った。1969年6月より、西武百貨店グループ（後のセゾングループ）の西欧自動車(後に西武自動車販売に統合)にシトロエンの輸入販売権を譲渡し、会社は消滅した。本社・ショールームは東京都港区青山南町1-27（当時）にあった。
外貨規制が一時的に緩和された1952年頃に2CV、11CVを輸入したのを皮切りに、日本人への輸入車販売が厳しく規制された1950年代後半には駐留アメリカ軍人や自動車メーカーの研究車としてDS/IDシリーズを積極的に販売（当時数百台が輸入されたと言われる）、1960年代に入るとシトロエンと資本関係のあったパナールの販売にも進出、ディナや24なども輸入販売した。1964年には輸入業務を行う「日仏貿易」と販売を行う「日仏自動車販売」に分社化された。
また、モータースポーツ部門は「スリーテック」に分社化され、富士グランチャンピオンレースやTSレースなどで長きに渡りチューナーとして活躍した。
現在も大阪でプジョーとシトロエンを販売している関西日仏自動車は、当時の関西地区販売店である。